# ماریو تستینو
ماریو تستینو (انگلیسی: Mario Testino؛ زادهٔ ۳۰ اکتبر ۱۹۵۴) عکاس اهل بریتانیا است. آثار او برای چندین مجله جهانی از جمله وگ، وی، ونتی فر و جی‌کیو برجسته شده‌است.
وی همچنین برندهٔ جوایزی همچون لژیون دونور (افسر) شده‌است.